# ناشر موسيقى

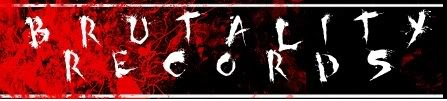
ناشر الموسيقى

ناشر الموسيقى (بالإنجليزية: Music publisher)‏ يسمى أيضا شركة النشر وهي المسؤولة عن ضمان كتاب الأغاني والملحنين تلقي الدفع عند استخدام مؤلفاتهم تجاريا. من خلال اتفاق يسمى عقد النشر،حيث يقوم كتاب الأغاني والملحنين بمنح حقوق التأليف والنشر الخاصة بمؤلفاتهم إلى شركة النشر. في المقابل، فإن الشركة تقوم بمنح تراخيص المؤلفات وتساعد على رصد أين تستخدم، وتقوم بجمع عوائد الملكية الفكرية وتوزيعها على الملحنين.